# Dąbrowa Tarnowska (gmina)
Dąbrowa Tarnowska – gmina miejsko-wiejska w województwie małopolskim, w powiecie dąbrowskim. W latach 1975–1998 gmina położona była w województwie tarnowskim.
Siedziba gminy to Dąbrowa Tarnowska.
Według danych z 31 grudnia 2007 r. gminę zamieszkiwało 20 199 osób. Natomiast według danych z 31 grudnia 2017 roku gminę zamieszkiwało 21 231 osób.

## Struktura powierzchni
Według danych z roku 2002 gmina Dąbrowa Tarnowska ma obszar 113,43 km², w tym:
- użytki rolne: 74%
- użytki leśne: 16%

Gmina stanowi 21,52% powierzchni powiatu.

## Demografia

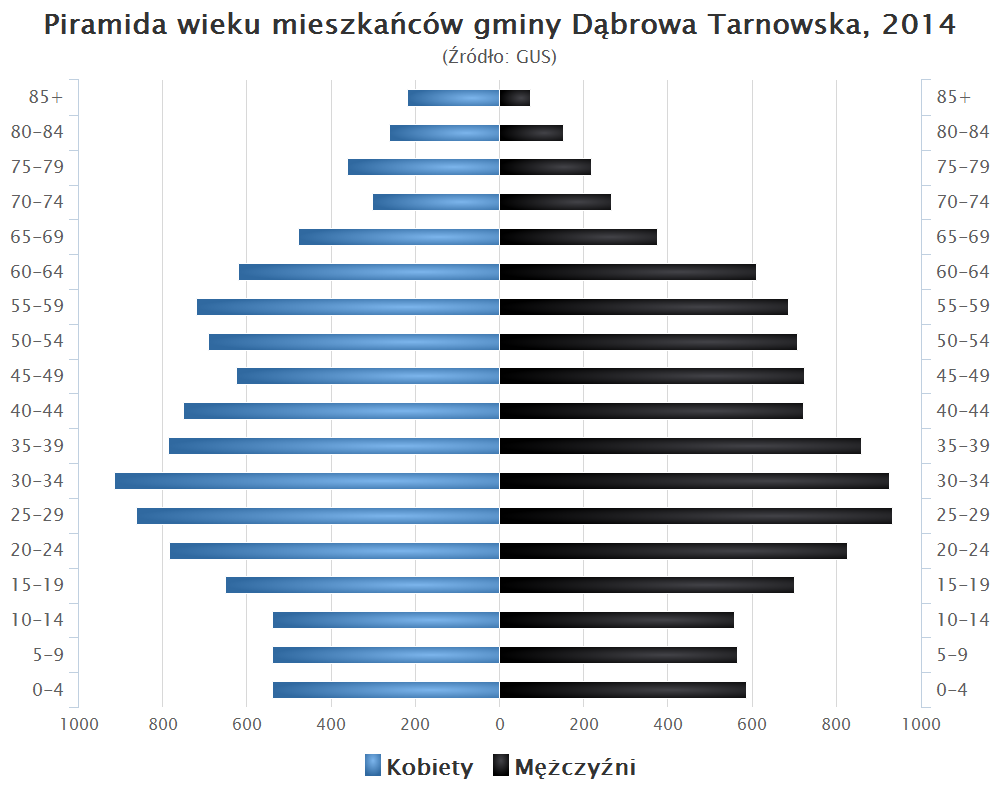
Piramida wieku mieszkańców gminy Dąbrowa Tarnowska w 2014 roku

Dane z 31 grudnia 2007:
| Opis                              | Ogółem | Ogółem | Kobiety | Kobiety | Mężczyźni | Mężczyźni |
| --------------------------------- | ------ | ------ | ------- | ------- | --------- | --------- |
| jednostka                         | osób   | %      | osób    | %       | osób      | %         |
| populacja                         | 20 199 | 100    | 10 222  | 50,6    | 9977      | 49,4      |
| gęstość zaludnienia (mieszk./km²) | 178,1  | 178,1  | 90      | 90      | 88        | 88        |

## Wspólnoty religijne
- 6 parafii Kościoła rzymskokatolickiego;
- zbór Świadków Jehowy[5].

## Sołectwa
Brnik, Gruszów Mały, Gruszów Wielki, Laskówka Chorąska, Lipiny, Morzychna, Nieczajna Dolna, Nieczajna Górna, Smęgorzów, Sutków, Szarwark, Żelazówka.
Miejscowość bez statusu sołectwa: Podkaczówka.

## Administracja
Dąbrowa Tarnowska jest członkiem stowarzyszenia Unia Miasteczek Polskich.

## Sąsiednie gminy
Lisia Góra, Mędrzechów, Olesno, Radgoszcz, Szczucin, Żabno